# Площадь Партизан (Брянск)
Пло́щадь Партиза́н — одна из центральных площадей города Брянска. Расположена в Советском районе города, при Т-образном перекрёстке, образованном примыканием проспекта Ленина к улице Красноармейской. Имеет форму прямоугольника со сторонами приблизительно 150×300 м, вытянутого с севера на юг. Рельеф площади плоский, с небольшим общим уклоном к востоку.

## История и застройка площади
Проектируемая площадь, с указанием её первоначального названия — Хлебная — впервые показана на городском плане 1791 года. Однако, в связи со спецификой рельефа Брянска, эта местность долгое время оставалась не востребована для нужд города, и фактическая застройка этого района началась только в конце XIX века. Вероятно, к тому времени проект екатерининских времен был забыт или скорректирован, а в результате — на планах города первой половины XX века площадь отсутствует: на её месте по Трубчевской ул. (нынешняя Красноармейская) — сплошная частная застройка.
Площадь возвращается на карту города при утверждении послевоенного генплана, реализация которого началась в 1950-х годах. В 1960-е годы по периметру площади с северной и восточной стороны были возведены пятиэтажные кирпичные дома, а в 1966 году в центре площади установлен памятник воинам и партизанам — освободителям Брянска, ставший одним из неофициальных символов города. В начале 1980-х годов было сооружено здание Брянскстата, в 1985 году — здание областного краеведческого музея, а в 2000 году построен 12-этажный «дом с часами», ныне являющийся местной высотной доминантой. Внешне он похож на куранты Спасской башни из-за четырёх циферблатов, расположенных по разным сторонам. 
В 2009—2010 гг. площадь была капитально отремонтирована с заменой покрытия (гранит, тротуарная плитка), устройством 2-ярусной зоны отдыха, ремонтом фонтанов, установкой памятных стел, новых светильников и т. д.
На сегодня площадь Партизан является постоянным местом проведения городских митингов и торжеств, связанных с Великой Отечественной войной, а в обычные дни — местом отдыха жителей прилегающих кварталов.

## Памятник освободителям Брянска
Памятник воинам и партизанам — освободителям Брянска — был торжественно открыт 17 сентября 1966 года, в 23-ю годовщину освобождения города от немецко-фашистских захватчиков. Авторы памятника: скульптор А. П. Файдыш-Крандиевский, архитекторы — М. О. Барщ и А. Н. Колчин.
Скульптурно-архитектурный комплекс состоит из трёх композиций, обелиска и объединяющего их стилобата. Композиционный акцент памятника — 22-метровый обелиск Победы (бетон с гранитной крошкой), перед которым на постаменте из светло-серого гранита установлена бронзовая скульптура воина (4,2 м), воплощающего образ комиссара. На лицевой стороне обелиска — надпись «За нашу Советскую Родину»; на обратной стороне высечены слова: «Вечная память героям, павшим в боях за свободу и независимость нашей Родины. 1941—1945».

Перед центральной композицией, по сторонам от неё, находятся две скульптурные группы из бронзы: справа — идущие в атаку солдаты, слева — группа партизан. На лицевой стороне постамента с группой солдат надпись: «17 сентября 1943 г. воинами Советской Армии и партизанских соединений освобождён от фашистских захватчиков город Брянск». На постаменте с группой партизан — строки стихотворения А. Софронова, ставшего гимном Брянской области: 
«Шумел сурово брянский лес,

Спускались синие туманы,

И сосны слышали окрест,

Как шли с победой партизаны».

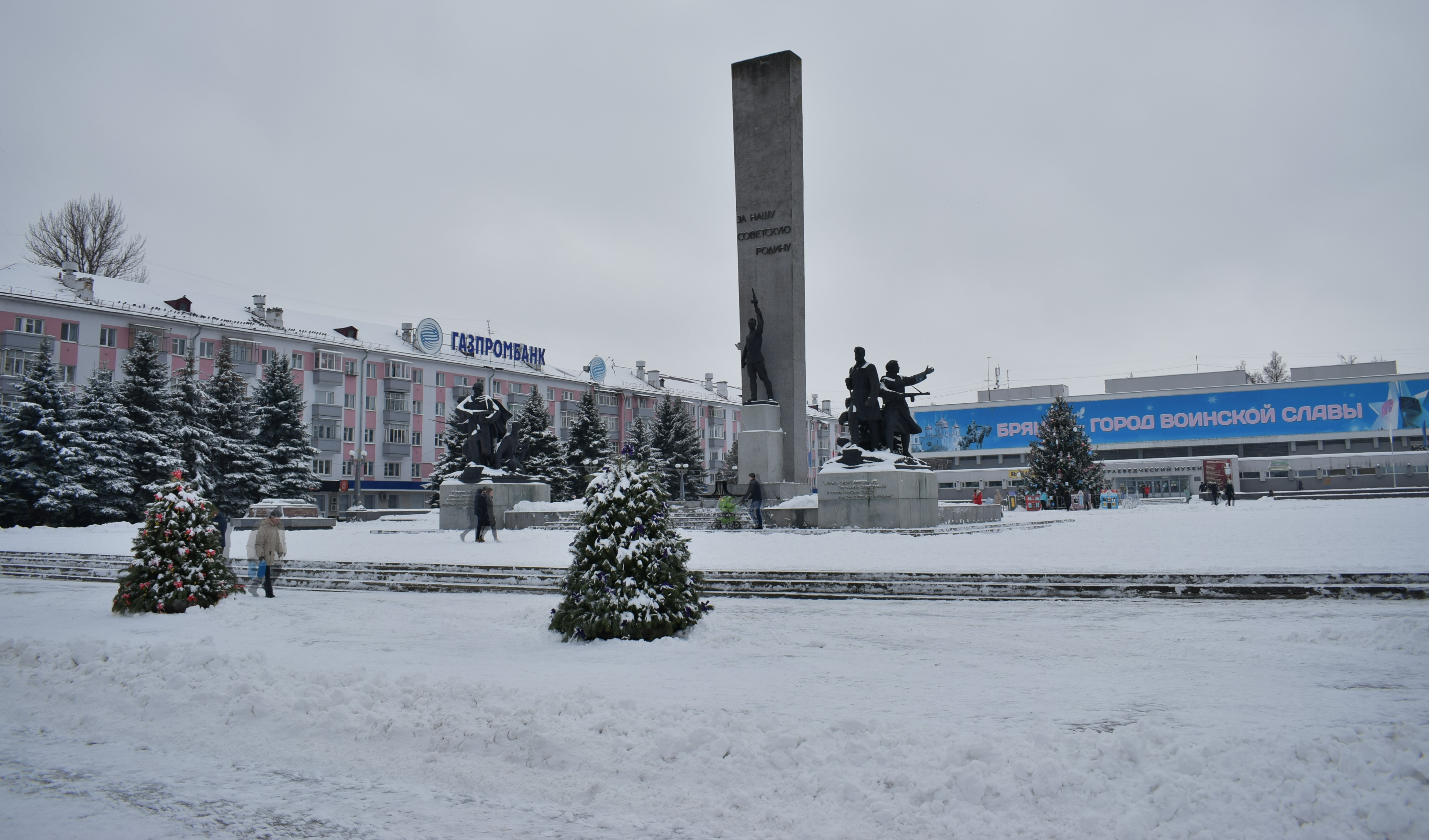
Памятник освободителям Брянска и краеведческий музей

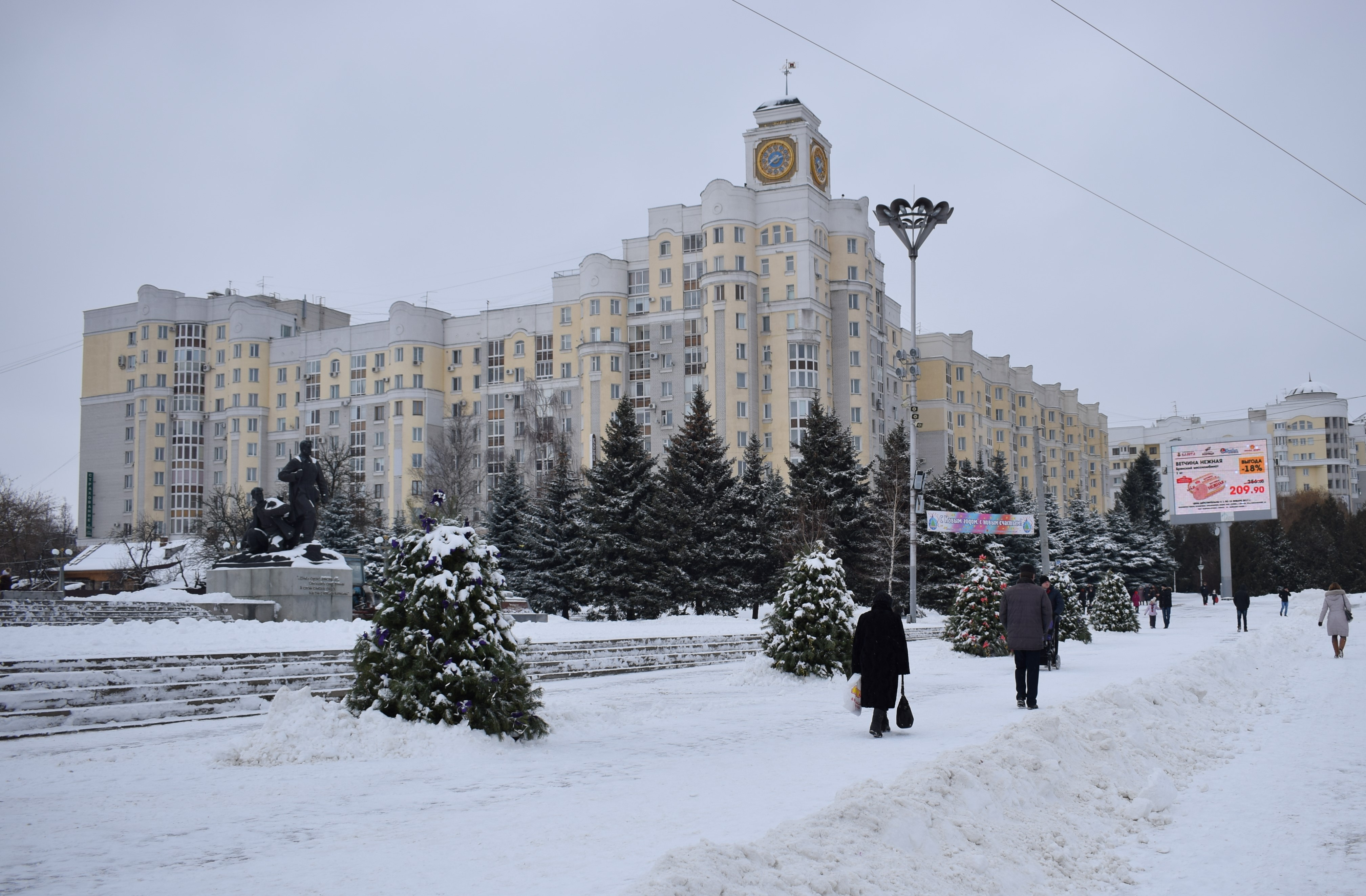
Дом с часами на площади Партизан

Обелиск и скульптурные композиции установлены на общем гранитном стилобате (10×20 м), в центре которого, перед фигурой комиссара, горит Вечный огонь.:129-130

## Транспорт
Площадь Партизан является одним из наиболее напряжённых транспортных узлов города, поскольку находится при пересечении важных городских магистралей, по которым осуществляется интенсивное движение автотранспорта.Через площадь Партизан проходят почти все городские маршруты автобусов , троллейбусов и маршрутных такси. Маршруты объезда сложны и неудобны, в часы пик нередки пробки.
При проведении массовых мероприятий (День Победы, День города) движение через площадь перекрывается, что создаёт неудобства как для автомобилистов, так и для горожан, желающих воспользоваться общественным транспортом.
У восточной и северо-западной оконечности площади, по ул. Красноармейской, расположены остановки общественного транспорта «Площадь Партизан»; на небольшом удалении по проспекту Ленина находится остановка «Кинотеатр „Родина“».
Маршруты общественного транспорта:
- Троллейбус: 1, 6, 8, 14
- Автобус: 5А, 5Б, 11, 25, 27, 31, 37, 48, Д
- Маршрутное такси: 34, 35, 36, 42, 43, 49, 69, 99, 118, 179, 205, 246